# Adonisea mortua
Adonisea mortua är en fjärilsart som beskrevs av Augustus Radcliffe Grote 1864. Adonisea mortua ingår i släktet Adonisea och familjen nattflyn. Inga underarter finns listade i Catalogue of Life.